# Crotalaria kerkvoordei
Crotalaria kerkvoordei är en ärtväxtart som beskrevs av Rudolf Wilczek. Crotalaria kerkvoordei ingår i släktet sunnhampor, och familjen ärtväxter. Inga underarter finns listade i Catalogue of Life.